# E4 (rete televisiva)
E4 è un canale televisivo digitale free to air britannico, lanciato come pay TV affiliata a Channel 4 il 18 gennaio 2001. La "E" sta per "entertainment", e il canale è principalmente indirizzato alla fascia di età compresa tra i 15 e i 35 anni. La programmazione comprende diverse importazioni di serie televisive statunitensi e alcune serie britanniche originali, tra le quali Skins, The Inbetweeners e Misfits.
La trasmissione di maggior successo della rete è avvenuta l'11 ottobre 2010, quando un episodio della sitcom The Inbetweeners è stato seguito da oltre 3,7 milioni di spettatori.

## Palinsesto

### Serie televisive originali
- Skins (2007-2013)
- The Inbetweeners (2008-2010)
- Misfits (2009-2013)
- School of Comedy (2009-in corso)
- PhoneShop (2010-in corso)
- Beaver Falls (2011-2012)
- Noel Fielding's Luxury Comedy (2012)
- Cardinal Burns (2012-in corso)
- The Midnight Beast (2012)
- Youngers (2013)
- My Mad Fat Diary (2013)
- Kiss Me First (2018)

### Serie televisive non originali
- One Tree Hill
- 90210
- Bob's Burgers
- Desperate Housewives
- Smallville
- Glee
- The Cleveland Show
- The Ricky Gervais Show
- Heartland[2]
- How I Met Your Mother
- The Big Bang Theory
- Being Erica
- Life Unexpected
- Make It or Break It - Giovani campionesse
- Incinta per caso
- Friends
- Una mamma per amica
- My Name Is Earl
- Samantha chi?
- Scrubs - Medici ai primi ferri
- The Class - Amici per sempre
- Ugly Betty
- Veronica Mars
- Wildfire
- A proposito di Brian
- I Soprano
- The O.C.
- Dirty Sexy Money
- Reaper - In missione per il Diavolo